# عبدالرحیم تازی
عبدالرحیم تازی (انگلیسی: Abderrahim Tazi؛ زادهٔ ۱۹۳۸ (۸۶–۸۷ سال)) وزنه‌بردار اهل مراکش است. وی در بازی‌های المپیک تابستانی ۱۹۶۰ و ۱۹۶۴ شرکت کرده است.